# Cardiocondyla
Cardiocondyla Emery, 1869 è un genere di formiche della sottofamiglia Myrmicinae.

## Biologia
In alcune specie di questo genere frequentemente poliginico,  si nota un polimorfismo dei maschi, con individui alati e individui atteri ("ergatoidi"). Mentre gli individui alati si disperdono per accoppiarsi, quelli atteri usano le loro forti mandibole per eliminare gli altri maschi. Inoltre, sempre gli individui atteri, una volta usciti dalla colonia difendono il territorio contro gli altri maschi.

## Distribuzione
Genere a distribuzione cosmopolita in seguito a introduzioni accidentali. Nativamente è presente in Europa, Asia, Africa e Oceania.

In Italia sono presenti solo Cardiocondyla elegans e Cardiocondyla mauritanica.

## Tassonomia
Il genere è composto da 72 specie e 2 sottospecie:
- Cardiocondyla atalanta Forel, 1915
- Cardiocondyla batesii Forel, 1894
- Cardiocondyla bicoronata Seifert, 2003
- Cardiocondyla brachyceps Seifert, 2003
- Cardiocondyla breviscapa Seifert, 2003
- Cardiocondyla britteni Crawley, 1920
- Cardiocondyla bulgarica Forel, 1892
- Cardiocondyla carbonaria Forel, 1907
- Cardiocondyla compressa Siefert et al., 2017
- Cardiocondyla cristata Santschi, 1912
- Cardiocondyla elegans Emery, 1869
- Cardiocondyla emeryi Forel, 1881
  - Cardiocondyla emeryi fezzanensis Bernard, 1948
- Cardiocondyla fajumensis Forel, 1913
- Cardiocondyla gallagheri Collingwood & Agosti, 1996
- Cardiocondyla gallilaeica Seifert, 2003
- Cardiocondyla gibbosa Kuznetsov-Ugamsky, 1927
- Cardiocondyla goa Seifert, 2003
- Cardiocondyla humilis Smith, 1858
- Cardiocondyla insutura Zhou, 2001
- Cardiocondyla israelica Seifert, 2003
- Cardiocondyla itsukii Siefert et al., 2017
- Cardiocondyla jacquemini Bernard, 1953
- Cardiocondyla kagutsuchi Terayama, 1999
- Cardiocondyla kazanensis Terayama, 2013
- Cardiocondyla koshewnikovi Ruzsky, 1902
- Cardiocondyla kushanica Ruzsky, 1902
- Cardiocondyla littoralis Seifert, 2003
- Cardiocondyla longiceps Seifert, 2003
- Cardiocondyla longinoda Rigato, 2002
- Cardiocondyla luciae Rigato, 2002
- Cardiocondyla mauritanica Forel, 1890
- Cardiocondyla melana Seifert, 2003
- Cardiocondyla minutior Forel, 1899
- Cardiocondyla monardi Santschi, 1930
- Cardiocondyla nana Seifert, 2003
- Cardiocondyla neferka Bolton, 1982
- Cardiocondyla nigra Forel, 1905
- Cardiocondyla nigrocerea Karavaiev, 1935
- Cardiocondyla nivalis Mann, 1919
- Cardiocondyla nuda Emery, 1897
- Cardiocondyla obscurior Wheeler, 1929
- Cardiocondyla opaca Wheeler, 1929
- Cardiocondyla opistopsis Seifert, 2003
- Cardiocondyla papuana Reiskind, 1965
- Cardiocondyla paradoxa Emery, 1897
- Cardiocondyla paranuda Seifert, 2003
- Cardiocondyla parvinoda Forel, 1902
- Cardiocondyla persiana Seifert, 2003
- Cardiocondyla pirata Seifert & Frohschammer, 2013
- Cardiocondyla rugulosa Seifert, 2003
- Cardiocondyla sahlbergi Forel, 1913
- Cardiocondyla sekhemka Bolton, 1982
- Cardiocondyla semirubra Seifert, 2003
- Cardiocondyla shagrinata Seifert, 2003
- Cardiocondyla shuckardi Forel, 1891
  - Cardiocondyla shuckardi sculptinodis Santschi, 1913
- Cardiocondyla sima Wheeler, 1935
- Cardiocondyla stambuloffii Forel, 1892
- Cardiocondyla strigifrons Seifert, 2003
- Cardiocondyla tenuifrons Seifert, 2003
- Cardiocondyla thoracica Smith, 1859
- Cardiocondyla tibetana Seifert, 2003
- Cardiocondyla tiwarii Ghosh, Sheela & Kundu, 2005
- Cardiocondyla tjibodana Karavaiev, 1935
- Cardiocondyla ulianini Emery, 1889
- Cardiocondyla unicalis Seifert, 2003
- Cardiocondyla venustula Wheeler, 1908
- Cardiocondyla weserka Bolton, 1982
- Cardiocondyla wheeleri Viehmeyer, 1914
- Cardiocondyla wroughtonii Forel, 1890
- Cardiocondyla yemeni Collingwood & Agosti, 1996
- Cardiocondyla yoruba Rigato, 2002
- Cardiocondyla zoserka Bolton, 1982